# Коробицын, Александр Александрович
Алекса́ндр Алекса́ндрович Коро́бицын (1862, Соломбала — 1904, Порт-Артур) — офицер Российского императорского флота, гидрограф. Участник гидрографических работ по отдельной съёмке Белого моря, проводил описи восточного побережья Корейского полуострова, обследования южного берега Анадырского залива, исследования фарватера устья реки Сучан и в заливе Америка (Находка). Участник русско-японской войны, флагманский штурман штаба Командующего Тихоокеанской эскадрой, подполковник Корпуса флотских штурманов. Погиб при взрыве эскадренного броненосца «Петропавловск». Именем Коробицына назван мыс в бухте Угольная Анадырского залива.

## Биография
Александр Александрович Коробицын родился 21 августа (2 сентября) 1862 года (по другим данным — 21 апреля (3 мая) 1862 года) в Соломбале Архангельской губернии, сын отставного унтер-офицера Корпуса морской артиллерии, служившего в Архангельском военном порту вахтёром.
12 (24) сентября 1878 года поступил и 27 сентября (9 октября) 1879 года окончил штурманское отделение Технического училища Морского ведомства с производством в прапорщики Корпуса флотских штурманов. В 1883—1884 годах плавал в Балтийском и Средиземном морях.
В 1885 году на фрегате «Владимир Мономах» перешёл на Дальний Восток в состав эскадры Тихого океана. 14 (26) марта 1885 года произведен в подпоручики. В 1886 году на клипере «Крейсер» участвовал в составе экспедиции под руководством капитана А. А. Остолопова в описи побережья полуострова Корея и составлении плана рейдов в порту Чемульпо, осенью того же года — в обследовании южного берега Анадырского залива Берингова моря, открытии и описи бухты Угольная.
В 1887 году на фрегате «Владимир Мономах» возвратился в Кронштадт. В составе партии отдельной съёмки выполнял гидрографические работы в Белом море. 1 (13) января 1890 года был произведён в поручики. В 1891 году был назначен старшим штурманом крейсера 1 ранга «Дмитрий Донской», на котором перешёл на Дальний Восток. Участвовал в исследовании фарватера устья реки Сучан в заливе Находка. В 1893 году перешёл на крейсере из Нагасаки в Средиземное море, затем из Алжира под флагом командующего эскадрой Атлантического океана вице-адмирала Н. И. Казнакова отправился в США для участия в праздновании 400-летия открытия Америки, посетил Нью-Йорк, Филадельфию, Бостон и другие порты.
В 1894 году был произведен в штабс-капитаны, в январе 1895 года назначен старшим штурманом броненосного крейсера «Рюрик» Балтийского флота, а в октябре флагманским штурманом эскадры Средиземного моря. В январе-апреле 1896 года на крейсере «Дмитрий Донской» перешёл в Нагасаки. В октябре 1897 году назначен флагманским штурманом штаба командующего Тихоокеанской эскадрой. В 1898 году был отчислен от должности.
9 апреля 1900 года произведен в капитаны, в 1901 году назначен флагманским штурманом штаба командующего Тихоокеанской эскадрой. Был в плавании в составе эскадры в Японском и Жёлтом морях на крейсере 1 ранга «Россия» и эскадренном броненосце «Петропавловск». Участвовал в манёврах, имитирующих блокаду Порт-Артура неприятельским флотом. 6 апреля 1903 года был произведен в подполковники Корпуса флотских штурманов. 9 марта 1904 года назначен флагманским штурманом штаба командующего флотом в Тихом океане адмирала С. О. Макарова.
Погиб 31 марта (13 апреля) 1904 года при взрыве эскадренного броненосца «Петропавловск».

## Награды
За годы службы Александр Александрович Коробицын был награждён:
- медаль «В память царствования императора Александра III» (1896),
- орден Святого Станислава 2-й степени (1899),
- орден Святого Владимира 4-й степени с бантом (за 20 морских кампаний) (1900),
- орден Святой Анны 2-й степени (06.12.1901),
- медаль «За поход в Китай» (1902).

## Память
Именем Коробицына назван мыс в бухте Угольная в Анадырском заливе.